# Oligopogon creticus
Oligopogon creticus là một loài ruồi trong họ Asilidae. Oligopogon creticus được Geller-Grimm & Hradský miêu tả năm 2003. Loài này phân bố ở vùng Cổ Bắc giới.